# Znak chromatyczny

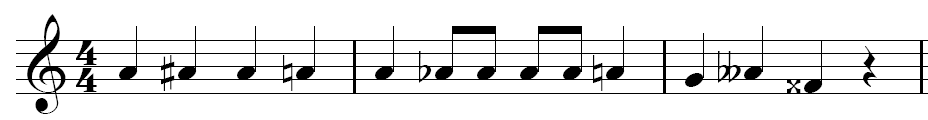
Znaki chromatyczne

Znak chromatyczny – znak notacji muzycznej określający alterację stopni podstawowych skali diatonicznej.
Znakami chromatycznymi są:
- krzyżyk oraz podwójny krzyżyk,
- bemol oraz podwójny bemol,
- kasownik.

Znaki chromatyczne przykluczowe – umieszczone są bezpośrednio za kluczem i określają tonację utworu. Obowiązują do końca utworu lub miejsca zmiany tonacji.
Znaki chromatyczne przygodne (akcydencje) – umieszczane są bezpośrednio przed określoną nutą i obowiązują tylko w jednym głosie i tylko w tym jednym takcie po znaku.
Dźwięki każdej skali zmienione znakiem chromatycznym nazywamy dźwiękiem obniżonym, podwyższonym lub  dźwiękiem alterowanym.